# دید در روشنایی

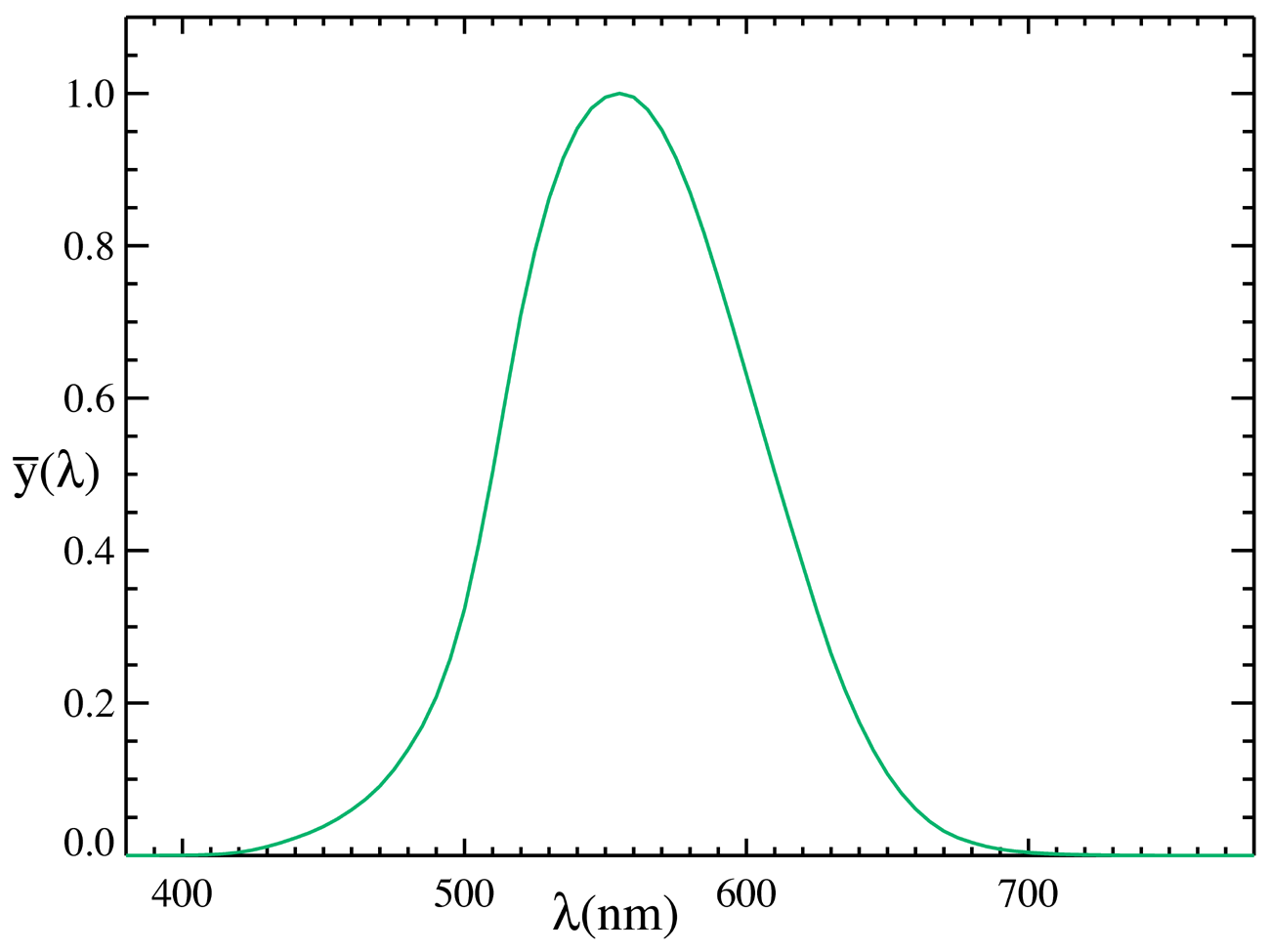
عملکرد درخشندگی عکاسی CIE در سال ۱۹۳۱. محور افقی طول موج با واحد نانومتر است.

«دید در روشنایی» یا بینایی فوتوپیک ناحیه‌ای از بینایی چشم است که در وضعیت روشن قرار دارد (سطح درخشندگی بین cd/m2 (۱۰ تا ۱۰۸)). در انسان‌ها و بسیاری از حیوانات دیگر، «دید در روشنایی» امکان درک رنگ را با واسطه سلول‌های مخروطی و دقت بینایی و وضوح زمانی به‌طور قابل توجهی بالاتر از میزان موجود برای «دید در تاریکی» فراهم می‌کند.
چشم انسان از سه نوع مخروط در سه نوع ناحیهٔ رنگی برای آشکارسازی نور استفاده می‌کند. رنگدانه‌های زیست‌محیطی از مخروط‌ها دارای حداکثر جذب در طول موج در حدود ۴۲۰nm(آبی)، ۵۳۴nm (آبی مایل به سبز)، و ۵۶۴nm (زرد مایل به سبز) هستند. دامنه حساسیت آن‌ها برای تأمین دید در سراسر طیف مرئی همپوشانی دارد. بیشترین بازدهی در ۶۸۳lm/W در طول‌موج ۶۸۳nm(سبز) است. طبق تعریف، نور در فرکانس ۵٫۴ هرتز (λ = ۵۵۵٫۱۷. . . nm)، بازده درخشندگی ۶۸۳lm/W دارد.
طول موج برای زمانی که فرد در روشنایی یا در فتوپیک قرار دارد با شدت نور متفاوت است. برای ناحیه آبی-سبز (۵۰۰nm)، ۵۰درصد از نور به هر نقطه تصویر شبکیه می‌رسد.
دید در روشنایی، سازگاری بسیار سریعتری دارد، سازگاری برای آن در ۵ دقیقه اتفاق می‌افتد اما زمانیکه از روشنایی به سمت «دید در شرایط میانی» انتقال وجود داشته باشد، ۳۰ دقیقه طول می‌کشد.
بیشتر افراد مسن حساسیت تضاد فضایی نوری را از دست می‌دهند. بزرگسالان در دهه ۷۰ خود برای تشخیص فرکانس‌های مکانی بالا نسبت به بزرگسالان در ۲۰ سالگی، تقریباً سه برابر تضاد بیشتری نیاز دارند.
چشم انسان از «دید در تاریکی» یعنی در شرایط کم نور (سطح درخشندگیcd/m۲(۱۰-۳،۵ تا ۶-۱۰)) و از «دید در شرایط میانی» یعنی دید در شرایط گرگ‌ومیش (سطح درخشندگی cd/m۲(۱۰-۳ تا۱۰۰،۵)) استفاده می‌کند.